# Aleix Estrategopul
Aleix Comnè Estrategopul (en grec:  Ἀλέξιος Κομνηνός Στρατηγόπουλος, Aléxios Komninós Strategópulos) fou un general romà d'Orient durant el regnat de Miquel VIII Paleòleg.
La seva gesta més important és la recuperació de Constantinoble de mans de l'Imperi Llatí, que va suposar la restauració de l'Imperi Romà d'Orient. El 25 de juliol del 1261, aprofità que l'exèrcit de l'Imperi Llatí i la flota veneciana havien sortit a atacar l'illa de Dafnúsia per reconquerir Constantinoble amb nocturnitat i traïdoria. En caure la nit, feu entrar un petit escamot a la ciutat per un camí secret per obrir les portes a la resta dels 800 homes que dirigia i, tot i que Balduí II i molts altres ciutadans llatins aconseguiren fugir per mar, els nicens s'empararen ràpidament de Constantinoble. Tres setmanes més tard, Miquel VIII Paleòleg feu la seva entrada triomfal a la ciutat i, passant per sobre de Joan IV Làscaris sense cap mena d'escrúpols, es feu coronar a Santa Sofia per consumar la restauració de l'Imperi Romà d'Orient.
L'any següent, Estrategopul fou capturat durant una nova campanya contra el Despotat de l'Epir i enviat a Sicília, on fou ostatge del rei Manfred fins que el 1265 fou intercanviat per Constança de Hohenstaufen, vídua de Joan III Ducas Vatatzes i germana de Manfred.